# Comes domesticorum
Il comes domesticorum era una figura dell'apparato militare dell'Impero romano. Questo comes comandava infatti i protectores domestici (secondo l'interpretazione prevalente un corpo di guardia imperiale; secondo altre un collegio di alti ufficiali in stretta collaborazione con l'Imperatore, paragonabile al moderno stato maggiore dell'esercito).
Nel 400, sotto l'imperatore Onorio, esistevano due comites domesticorum: il comes domesticorum peditum ed il comes domesticorum equitum, al comando rispettivamente delle unità di fanteria e cavalleria di protectores domestici. I comandanti della guardia erano comites illustrissimi di rango elevato: nella gerarchia militare erano secondi solo ai magistri militum, i comandanti in capo dell'esercito.

## Comites domesticorumdi rilievo

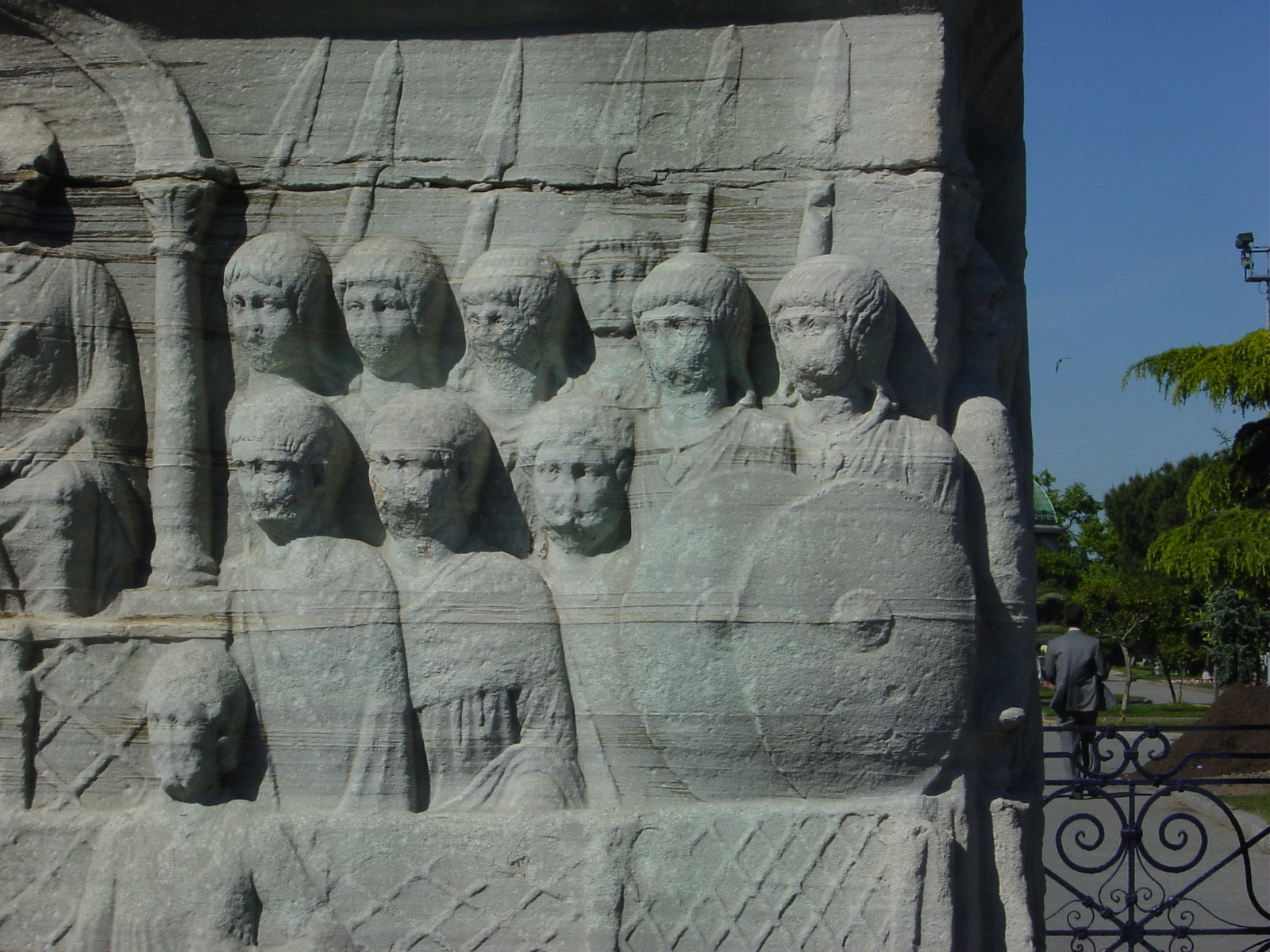
Obelisco di Teodosio: vicino alla famiglia imperiale sono presenti alti ufficiali che indossano torque con un emblema a forma di cuore simile a quello riportato nella Notitia dignitatum per le unità di protectores domestici

- Barbazione sotto Costanzo Gallo (351-354)
- Lucilliano sotto Costanzo Gallo (354)
- Dagalaifo (361)
- Severo (365-367)
- Ricomere sotto Graziano (377)
- Mallobaude (378), durante la Battaglia di Argentovaria
- Addeo (392)
- Stilicone (dal 393)
- Bacurio d'Iberia (394), sotto Teodosio I, era uno dei comandanti dei reparti di goti durante la Battaglia del Frigido[1][2]
- Flavio Castino, comes di Costanzo III (421)
- Bonifacio, nominato comes da Galla Placidia
- Saturnino, comes di Teodosio II, inviato ad arrestare due esponenti della corte dell'imperatrice Elia Eudocia e ucciso da o per ordine di questa
- Maggioriano e Ricimero (455)
- Pierio, comes domesticorum di Odoacre, ucciso nella battaglia dell'Adda (490)
- Vettio Agorio Basilio Mavorzio (527)

### Fonti primarie
- Notitia dignitatum.
- Tirannio Rufino, Historia Ecclesiastica.

### Fonti storiografiche moderne
- Wolfram, Herwig, The Roman Empire and Its Germanic Peoples, University of California Press, 1997, ISBN 0-520-08511-6, p. 52.